# Tulia
Tulia é uma cidade localizada no estado norte-americano do Texas, no Condado de Swisher.

## Demografia
Segundo o censo norte-americano de 2000, a sua população era de 5117 habitantes.
Em 2006, foi estimada uma população de 4717, um decréscimo de 400 (-7.8%).

## Geografia
De acordo com o United States Census Bureau tem uma área de
9,2 km², dos quais 9,2 km² cobertos por terra e 0,0 km² cobertos por água. Tulia localiza-se a aproximadamente 1062 m acima do nível do mar.

## Localidades na vizinhança
O diagrama seguinte representa as localidades num raio de 36 km ao redor de Tulia.